# Marlston
Marlston è una borgata inglese situata nella parrocchia civile di Bucklebury, in West Berkshire. Si trova a circa 4,8 km a nord est di Thatcham e a 16 km a ovest di Reading.
Nel Medioevo era chiamata Marteleston che significa "Rocca di Martel", dal nome del proprietario Galfridus Martel che risiedeva a Marlston nel 1242.
Con il termine "Marlston" non si intende comunemente la borgata bensì l'antico maniero ivi ubicato dove ha sede la Brockhurst and Marlston House School, classificata fra le cinque migliori scuole preparatorie del Regno Unito.

## Brockhurst e Marlston House
Brockhurst and Marlston House School è una scuola preparatoria privata per alunni di età compresa fra i 3 e i 13 anni. Brockhurst è il collegio maschile e Marlston House è il collegio femminile. Insieme gli studenti condividono la stessa tenuta principale in un complesso scolastico di tipo coeducazionale. Nel 2014 erano presenti 313 alunni, con una percentuale femminile pari al 49,5%.
In origine la proprietà apparteneva al conte francese Guglielmo d'Évreux che nel 1086 volle edificare nuove residenze su suolo inglese da annettere al monastero normanno di Noyon. Rimase di proprietà francese fino al regno di Enrico V d'Inghilterra. La cappella nel cortile della scuola è stata costruita nel XIX secolo.
Fino al 1945 la scuola Brockhurst era situata a Church Stretton, Shropshire. Fu fondata nel 1884 come scuola preparatoria maschile e divenne coeducazionale a partire dal 1995.
Fra le attività esclusive proposte dalla scuola sono presenti le lezioni di equitazione e le lezioni pratiche di lingua francese svolte annualmente in un castello della Guascogna.
Nel 2013 fu annunciato che la Brockhurst and Marlston House School era fra le opzioni prese in considerazione dal Principe William e Catherine Middleton per la prima educazione del loro figlio primogenito George di Cambridge, ma alla fine il bambino venne iscritto nel 2016 alla Westacre Montessori School di Norfolk.

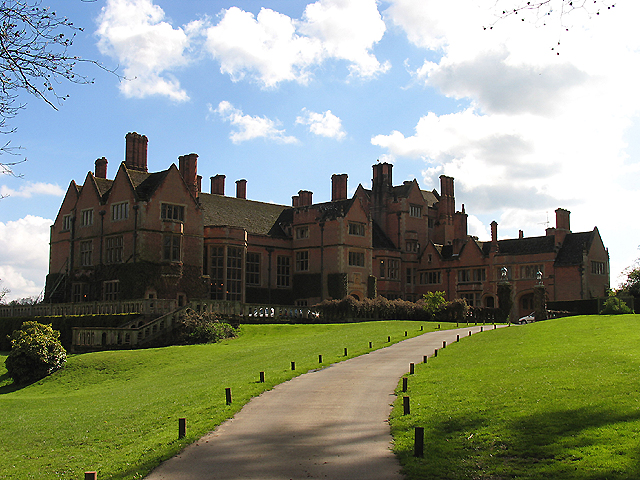
Brockhurst and Marlston House School
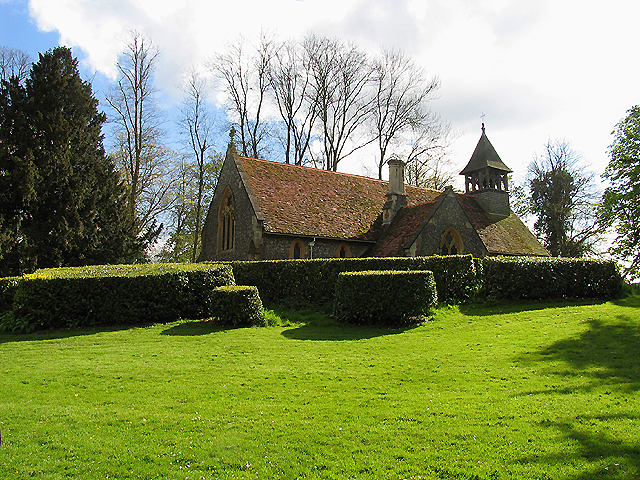
Cappella di Santa Maria situata nel cortile